# Ch Stiftung für eidgenössische Zusammenarbeit
Die ch Stiftung für eidgenössische Zusammenarbeit ist eine privatrechtliche Stiftung und wurde 1967 gegründet. Als Grundkapital wurde die Stiftung durch die Neue Helvetische Gesellschaft als Mitgründerin mit 25'000 Franken ausgestattet.
Die Träger der Stiftung sind alle 26 Kantone der Schweiz, welche mit je einem Mitglied im Stiftungsrat vertreten sind und jährlich rund 80 Prozent der Mittel bereitstellen. Seit der Gründung setzt sich die ch Stiftung für die Förderung der Zusammenarbeit unter den Kantonen und mit dem Bund sowie die Stärkung des schweizerischen Föderalismus und des inneren Zusammenhalts ein. Die ch Stiftung hat ihren Sitz im Haus der Kantone in Bern. Im Jahr 2020 wurden für die Aktivitäten und den Betrieb umgerechnet rund 27 Vollzeitstellen aufgewendet.

## Aufgaben und Tätigkeiten
Zu den Aufgaben und Tätigkeitsgebieten gehören folgende Bereiche:
- ch Reihe als Brückenschlag zwischen Sprachgemeinschaften und Wahrung einer Vielfalt von Sprachen und Kulturen. Mit Druckkostenzuschüssen unterstützt sie seit 1974 literarische Übersetzungen zwischen den Landessprachen und fördert auf diese Weise den literarischen Austausch über die Sprachgrenzen hinweg. Jahr für Jahr werden fünf bis acht Bücher von Schweizer Autorinnen und Autoren in eine andere Landessprache übersetzt. Alle zwei Jahre veranstaltet die ch Stiftung das Festival für Literatur und Übersetzung aller-retour. Im Rahmen der ch Reihe ermöglicht die ch Stiftung zudem Begegnungen mit Autorinnen und Autoren sowie ihren Übersetzerinnen und Übersetzern an Schweizer Mittelschulen.
- Förderung und Weiterentwicklung des Föderalismus. Mit dem Föderalismusmonitoring verfolgt die ch Stiftung, wie sich der schweizerische Föderalismus entwickelt und mit welchen Massnahmen er gestärkt werden kann.
- Seit 2014 vergibt die ch Stiftung den Föderalismuspreis. Die bisherigen Preisträger sind unter anderem alt Bundesrat Arnold Koller, Emil Steinberger[3], die Staatsrechtlerin Eva Maria Belser und der Circus Knie[4].
- Dienstleistungen im Rahmen der Zusammenarbeit unter den Kantonen und mit dem Bund. Zu diesem Zweck führt die ch Stiftung seit 1993 im Mandatsverhältnis das Sekretariat der Konferenz der Kantonsregierungen (KdK). Die Aufgabenbereiche der KdK umfassen:
  - Erneuerung und Weiterentwicklung des Föderalismus
  - Aufgabenteilung zwischen Bund und Kantonen
  - Willensbildung und Interessensvertretung gegenüber dem Bund
  - Vollzugs von Bundesaufgaben durch die Kantone
  - Aussen- und Europapolitik

- Bildungsveranstaltungen für Mitglieder von Kantonsregierungen.

Bis 2016 betreute die ch Stiftung im Auftrag des Bundes eine Palette von Austauschprogrammen in der Schweiz, in Europa und international für die allgemeine und berufliche Bildung sowie die ausserschulische Jugendarbeit an. 2017 wurden diese Programme in die neu gegründete nationale Agentur Movetia überführt. Weiterhin durch die ch Stiftung angeboten wird das Praktikumsprogramm Premier Emploi. Zur Bekämpfung der Jugendarbeitslosigkeit bietet das Programm jungen Lehr- und Hochschulabgängerinnen und -abgängern aller Branchen Betriebspraktika in einer anderen Sprachregion der Schweiz an.
Präsidentin der ch Stiftung ist seit 2022 die Neuenburger Staatsrätin Florence Nater (vorher Waadtländer Staatsrat Pascal Broulis), die Geschäftsführung liegt in den Händen von Roland Mayer.